# Aristoteles der Dialektiker
Aristoteles (altgriechisch Ἀριστοτέλης Aristotélēs) aus Sikyon, genannt der Dialektiker (διαλεκτικός dialektikós), tötete 252 v. Chr. zusammen mit Deinias während einer Disputierübung auf dem Markt der Stadt den Tyrannen Abantidas. Die Quelle zu diesem Vorgang ist Plutarch, Aratos 4,3.
Das eigentliche Ziel, die Befreiung Sikyons von der Tyrannenherrschaft, erreichten die beiden Philosophen nicht, da der Vater des Ermordeten, Paseas, die Söldner seines Sohnes in Dienst nahm und die Herrschaft an sich riss. Deinias entkam der Rache des neuen Tyrannen nach Argos, wo er später eine Geschichte der Stadt schrieb. Über das Schicksal des Aristoteles ist nichts weiter bekannt, aber möglicherweise hatte er einen gleichnamigen Sohn, Aristoteles von Argos, der mit Aratos von Sikyon, dem späteren Befreier Sikyons, befreundet war und diesem im Kleomenischen Krieg 224 v. Chr. bei der Befreiung von Argos half.